# کمیکال ریویوز
کمیکال ریویوز(به انگلیسی: Chemical Reviews) مجله‌ای علمی با داوری همتا است که به صورت ماهیانه توسط انجمن شیمی آمریکا منتشر می‌شود. این نشریه حاوی مقالات و مطالبی در مورد کلیه حوزه‌های علم شیمی است.